# District de Zhaoyang
Le district de Zhaoyang (昭阳区 ; pinyin : Zhāoyáng Qū) est une subdivision administrative de la province du Yunnan en Chine. Il est placé sous la juridiction administrative de la ville-préfecture de Zhaotong.